# فيصل القاسم
فيصل مؤيد إبراهيم القاسم (مواليد 3 حزيران 1961 في الثعلة، السويداء) إعلامي سوري ويحمل الجنسية البريطانية كاتب ناشط ومُقدم لعدة برامج على قناة الجزيرة واشتهر ببرنامجه الحواري الاتجاه المعاكس المثير للجدل على الجزيرة، حيث يستضيف اثنين من الضيوف ذوو وجهات نظر متناقضة حول الموضوعات المختلفة ولكن معظمها من الموضوعات المتعلقة بسياسة العالم العربي. وقد تندلع الإشتباكات في بعض المناسبات.
يشتهر القاسم بأسلوبه الاستفزازي على الشاشة ويعود له الفضل في كثير من الأحيان إلى لعب جزء كبير في سمعة الجزيرة في العالم العربي وعلى استعدادة لكسر المحرمات وربما الإساءة إلى الأفراد والدول. تم إدراجه من قبل مجلة الأعمال العربية باعتباره أحد أفضل الشخصيات العربية الأكثر نفوذا لعام 2007، في المرتبة 64.
القاسم متزوج من امرأة سورية تأتي من نفس القرية ولديه 3 أطفال ولدان وفتاة صبا وأصيل وآدم. خارج عمله في وسائل الإعلام، ينشغل القاسم بمجموعة من الاهتمامات بما في ذلك تصفح الإنترنت والتسوق والاستماع إلى الموسيقى.
في عام 2001، سئل القاسم عن إيمانه وأجاب أنه دروز ولكن في السنوات الماضية (من عام 2019) أظهر فيصل القاسم نوعا ما من التوجه الإسلامي الذي جعل الكثير من الناس يعتقدون أن قاسم تحول للإسلام. وهو الأخ الشقيق للفنان مجد القاسم.

## حياته
وُلد فيصل مؤيد إبراهيم القاسم في قرية الثعلة بمحافظة السويداء السورية سنة 1961 وهو من الطائفة الدرزية في سوريا. يحمل جنسية مزدوجة سورية - بريطانية، تخرج عام 1983 من جامعة دمشق بدرجة بكالوريوس في الأدب الإنكليزي ثم حصل على درجة الدكتوراه في الأدب الإنجليزي من جامعة هل البريطانية عام 1990.
كطفل ولد في عائلة فقيرة، اضطر القاسم إلى العمل في مختلف الوظائف بما في ذلك أعمال الحدادة والحصاد وتنظيف الشوارع والأعمال الكهربائية والمهام الشاقة. منذ ذلك الحين، وهو يحلم بمغادرة هذا العالم للعمل في شيء يسمح له بأن يكون له وجود جمهور وصوت. كان لديه اهتمام قوي للغاية بالإذاعة والتلفزيون واعتاد الذهاب إلى المدينة لمشاهدة التلفزيون من خلال نوافذ المنازل المختلفة. إتُهم في مرة من المرات من قبل صاحب منزل بكونه لص. ومع ذلك، بعد سماع قصته، سمح له بالدخول إلى المنزل ومشاهدة التلفزيون مع العائلة. تمكنت عائلة القاسم من شراء مجموعة تلفزيونية أبيض وأسود من تلقاء نفسها بعد أن تم تقديم الكهرباء إلى قريته. وكان بطمح في الأصل ليصبح مُقدم تقرير الطقس على شاشة التلفزيون.
تدرب وعمل كمقدم ومعد للبرامج العربية في هيئة الإذاعة البريطانية البي بي سي بين عامي 1988 و1989، وعمل كمقدم برامج في تلفزيون إم بي سي عام 1991، وكمقدم برامج إخبارية في قناة البي بي سي العربية بين عامي 1994 و1996 ثم انتقل بعد ذلك إلى قناة الجزيرة الفضائية واكتسب شهرته من خلال برنامجه الأسبوعي «الاتجاه المعاكس». يكتب مقالات أسبوعية في جريدة الشرق القطرية، وكتب أيضاً في صحيفة غلف نيوز الإماراتية.

## المسيرة المهنية
العمل في وسائل الإعلام قبل الانضمام إلى الجزيرة، عمل القاسم لإذاعة بي بي سي العربية والتلفزيون لأكثر من ثماني سنوات كمنتج ورسيم البرامج السياسية والثقافية.
- 1994-1996: عمل كمقدم أخبار ومضيف للعرض «وراء الأخبار» على تلفزيون بي بي سي.
- 1993-1996: صحفي أخبار لراديو الإمارات العربية في لندن.
- 1991: منتج ومقدم الصحافة عرض قناة أم بي سي.
- 1989-1988: منتج ومقدم من العروض الثقافية في الإدارة العربية في بي بي سي.
- منتج ومقدم العروض المتعددة الترفيه والموسيقى في بي بي سي، بما في ذلك (الأنوار والحالات)، (الآراء والمرايا) وغيرها.
- منتج ومقدور العديد من البرامج السياسية في بي بي سي، بما في ذلك «الأعلفي هاثا الصباح» (العالم هذا الصباح)، «عالام الظاهرة» (عالم بعد الظهر)، وغيرها.
- لديه العديد من مساهمات المقالات في الصحف السورية.
- 1988-1992: لديه العديد من مساهمات المقالات في «الحياة»، «الشرق الأوسط»، و «هنا لندن».
- لديه العديد من مساهمات المقالات هي = المجلات الأمريكية.
- يكتب مقالة أسبوعية في صحيفة الشرق «الشرق» جريدة القطرية حتى اليوم.
- 1996: انضم إلى الجزيرة كأخبار وأظهر مقدم.
- 1997: أطلق برنامج «الاتجاه المعاكس».[9]

## الاتجاه المعاكس
- يعتبر «الاتجاه المعاكس» على الأرجح العرض الأكثر إثارة للجدل في تاريخ التلفزيون العربي الحديث. كما أنه أحد أكثر البرامج التي تعرضًت للاحتجاجات والشكاوى الرسمية من المسؤولين. البرنامج هو نسخة معرَّبة تقريبا من برنامج نيران متقاطعة "crossfire” في سي إن إن، وهو عرض نقاش سياسي يضم الضيوف الذين يحملون آراء متعارضة ومناقشة موضوع مثير للجدل. يكتب هيو ميل في كتابه على الجزيرة «كان العرض مصدر العديد من النزاعات الدولية وتسبب بنهاية العلاقات الدبلوماسية مع العديد من الدول المجاورة.» [10] يعدّ الدكتور فيصل القاسم البرنامج بنفسه، بما في ذلك البحث، والكتابة، والتقديم. وقد جعله البرنامج أحد أشهر الوجوه في العالم العربي.[10] أدى برنامج القاسم إلى أزمات دبلوماسية بين دولة قطر(حيث يقطن مقر الجزيرة الرئيسي) والعديد من الدول العربية؛ خمسة منها سحبت سفراءها من الدوحة احتجاجا على البرنامج.[11] صرح فيصل القاسم أن مهمته هي تحرير العالم العربي من الديكتاتورية والطغاة والتقاليد. وهو يعتقد أن قناة الجزيرة وبرنامجه قد نجحا في القيام بذلك.[10]

## مؤلفاته
- السياسة والأدب
- احفظ واخرس
- الحوار المفقود في الثقافة العربية[2]

## وجهات النظر والانتقادات
تم عرض القاسم في العديد من الحالات كمؤيد كبير للثورات العربية لعام 2011، عن طريق تأجيجهم ونشر الوعي من خلال عرضه «الاتجاه المعاكس». يصف زميله وصديقه، يحيى أبو زكرية، المشاهد التمهيدية للمظهر الذي قدمه القاسم باعتباره أشبه ببيانات الثورة، مدعومًا بمؤثرات موسيقى الخلفية المثيرة التي جعلتها قوية للغاية. أصبح العرض وقود للثورات سمحت بتراكم الوعي بالثورات والأقوة العامة التي بدورها لعبت دورا في خلق حالة من التمرد العربي ضد الوضع الحالي.
ومع ذلك، تم انتقاد القاسم على نطاق واسع من قبل مختلف الناس لأسباب مختلفة. لقد تم انتقاده من أجل اختياره للضيوف، مثل الحلقة عن العصابات الإرهابية المزعومة في سوريا، حيث استضاف شخصية عسكرية مناقشة مع مؤلف لبناني، واعتبرت الشخصية العسكرية غير كفء وغير مناسبة لمثل هذا النقاش. بالإضافة إلى ذلك، انتقده مدون سوري وهاجمته، ووصفه بأنه طائفي بسبب اختياره من الضيوف الموالي للحكومة فقط من الطائفة المسيحية في النقاش مع الطائفة السنية المسلمة، مُتهمة بمحاولة إعطاء ثورة مظهر طائفية.
أيضا، أثارت تصريحات القاسم التي وصفت الشعب اليمني في حالة سكر نسبة إلى النسبة عالية من إدمان المخدرات القات، قدرا كبيرا من النقد بشأنه وعرضه بين اليمنيين. لقد طلب البعض اعتذارا عاما منه إهانة الشعب اليمني.
في 13 فبراير 2019، ناعوم شوستر إلياسي الكوميدي الإسرائيلي، متحدثا إلى قناة آي24نيوز، مازحا أنه يرغب في الزواج من ولي عهد المملكة العربية السعودية. في 17 فبراير، نشر القاسم على حساب فيسبوك الخاص به حول تعليق شوستر إلياسي. بعد ذلك، غطت بي بي سي العربية والجزيرة القصة كما لو كان اقتراح شوستر إلياسي حقيقي.

## الجوائز والتقدير
- حاز على الترتيب 64 ضمن أقوى 100 شخصية عربية لعام 2007، أريبيان بزنس.[17]
- في 2014 فاز الدكتور فيصل القاسم بوسام التميز لأكثر الشخصيات تأثيراً في العالم في مجال الإعلام، خلال التصويت الذي دشنه المجلس الدولي لحقوق الإنسان والتحكيم والدراسات السياسية والاستراتيجية.
- في 2018 فاز الدكتور فيصل القاسم بالمركز الثاني ضمن أكثر من مائة شخصية فكرية وثقافية وإعلامية مؤثرة في العالم العربي حسب مركز التأثير العالمي في سويسرا.[18]

## من مؤلفاته
- السياسة والأدب.
- احفظ واخرس.
- الحوار المفقود في الثقافة العربية.[2]
- لا شيء.

## وصلات خارجية
1. ↑  "Faisal al-Qassem- 'Letter from an Arab Leader' with translation". مؤرشف من الأصل في 2017-09-06.
2. 1 2 3 4  فيصل القاسم[استشهاد دائري]
3. ↑  Cohn, Martin Regg (2003). Al-Jazeera's free-speech gambit. The Toronto Star March 23, p.F5.
4. 1 2  فائق، أبو المعالي. "فيصل القاسم من الحدادة ونظافة الشوارع إلى أشهر إعلامى عربى في أشهر قناة إعلامية عربية". مؤرشف من الأصل في 2020-07-24.
5. ↑  https://www.facebook.com/falkasim/posts/642528042470990/ نسخة محفوظة 2021-09-22 على موقع واي باك مشين.
6. ↑  ما هي ديانة فيصل القاسم - إسألنا نسخة محفوظة 2021-01-10 على موقع واي باك مشين.
7. ↑  فيصل القاسم الجزيرة نت، 1 سبتمبر 2008 نسخة محفوظة 13 فبراير 2012 على موقع واي باك مشين.
8. ↑  فيصل القاسم غلف نيوز، تاريخ الولوج 26 جويلية 2013 [وصلة مكسورة] نسخة محفوظة 22 يناير 2015 على موقع واي باك مشين.
9. ↑  Al-Jazeera Net. "مذيعون ومراسلون: فيصل القاسم". مؤرشف من الأصل في 2014-06-25.
10. 1 2 3  Amy Goodman & Juan González. "Democracy Now! in Doha... The Opposite Direction: Why This Al Jazeera Talk Show Draws Fire From Arab & Western Governments". مؤرشف من الأصل في 2020-11-28.
11. ↑  Tayler, Jeffrey. "The Faisal factor: a talk-show host on al-Jazeera targets those he believes are the worst enemies the Arabs have: themselves.(Brief Lives)." The Atlantic Monthly 294.4 (Nov 2004): 41(3).
12. ↑  أبوزكريا، يحيى. "أنا وفيصل القاسم والثورات العربية". مؤرشف من الأصل في 2020-07-06.
13. ↑  "هجوم على فيصل القاسم بعد حلقة الجماعات المسلحة". مؤرشف من الأصل في 2017-01-06.
14. ↑  Al-Soori، George. "مسيحيون سوريون ضد الطائفي فيصل القاسم". مؤرشف من الأصل في 2020-10-20.
15. ↑  الراجحي، عدنان. "جدل واسع حول فيصل القاسم بعد وصف اليمنيين بـ" السكارى"". براقش نت. مؤرشف من الأصل في 2014-03-03.
16. ↑  Rasgon، Adam (27 فبراير 2019). "Israeli comic goes viral with 'marriage proposal' to Saudi prince". The Times of Israel. مؤرشف من الأصل في 2021-07-06. اطلع عليه بتاريخ 2019-02-27.
17. ↑  64# فيصل القاسم أقوى 100 شخصية عربية 2007، أريبيان بزنس، تاريخ الولوج 17 سبتمبر 2011 [وصلة مكسورة] نسخة محفوظة 13 فبراير 2009 على موقع واي باك مشين.
18. ↑  Arabic Speaking Countries: Poetry and Opposition - Global Influence نسخة محفوظة 17 يناير 2018 على موقع واي باك مشين.